# فرودگاه کوالیکوم بیچ
فرودگاه کوالیکوم بیچ (به انگلیسی: Qualicum Beach Airport) یک فرودگاه همگانی با کد یاتا XQU است که یک باند فرود آسفالت دارد و طول باند آن ۱۰۸۶ متر است. این فرودگاه در کشور کانادا قرار دارد و در ارتفاع ۵۸ متری از سطح دریا واقع شده است.

## شرکت‌های هواپیمایی و مقصدهای پروازی

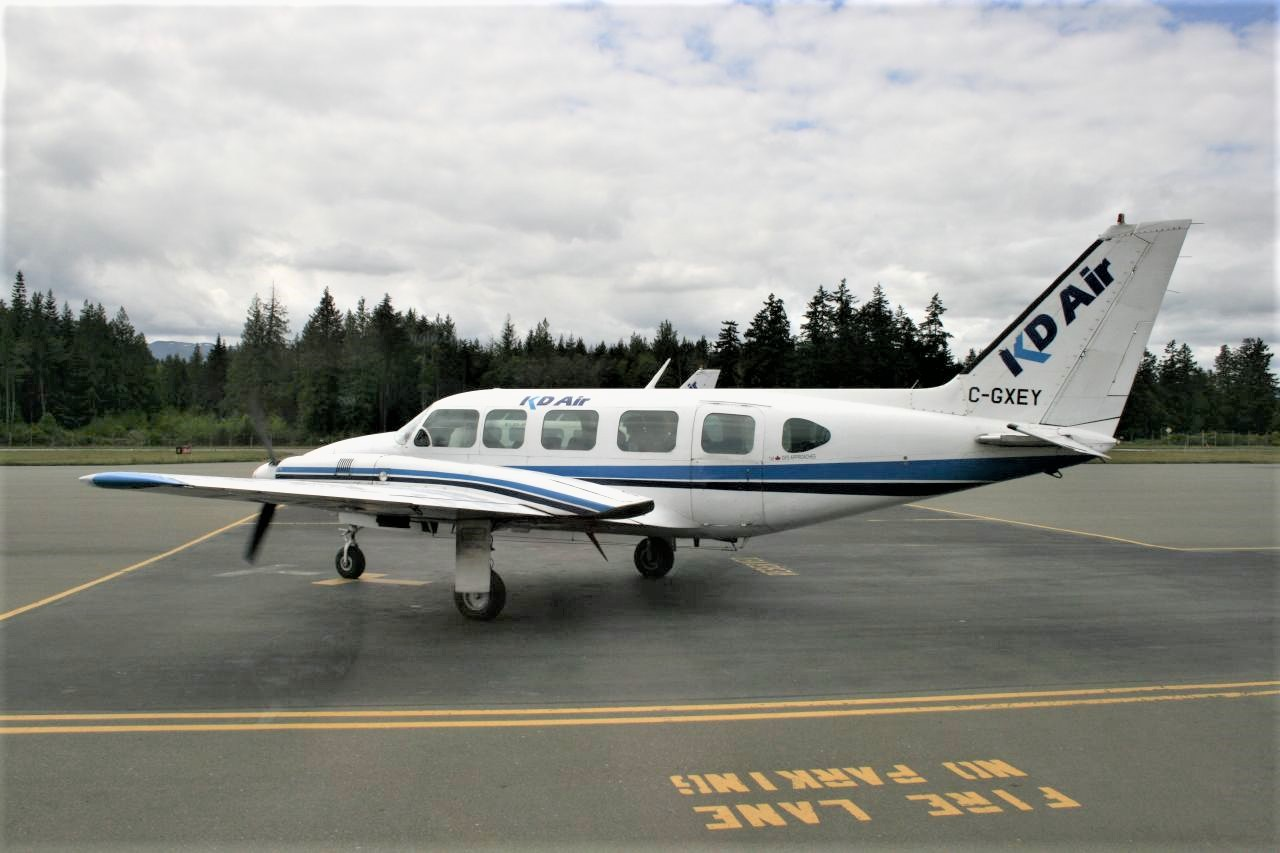
KD Air Piper Navajo

| شرکت‌های هواپیمایی | مقصدهای پروازی                       |
| ----------------- | ------------------------------------ |
| KD Air            | پاول ریور، تسادا/خلیج گیلایس، ونکوور |
| Orca Airways      | ونکوور                               |